# NINO-Hochbau

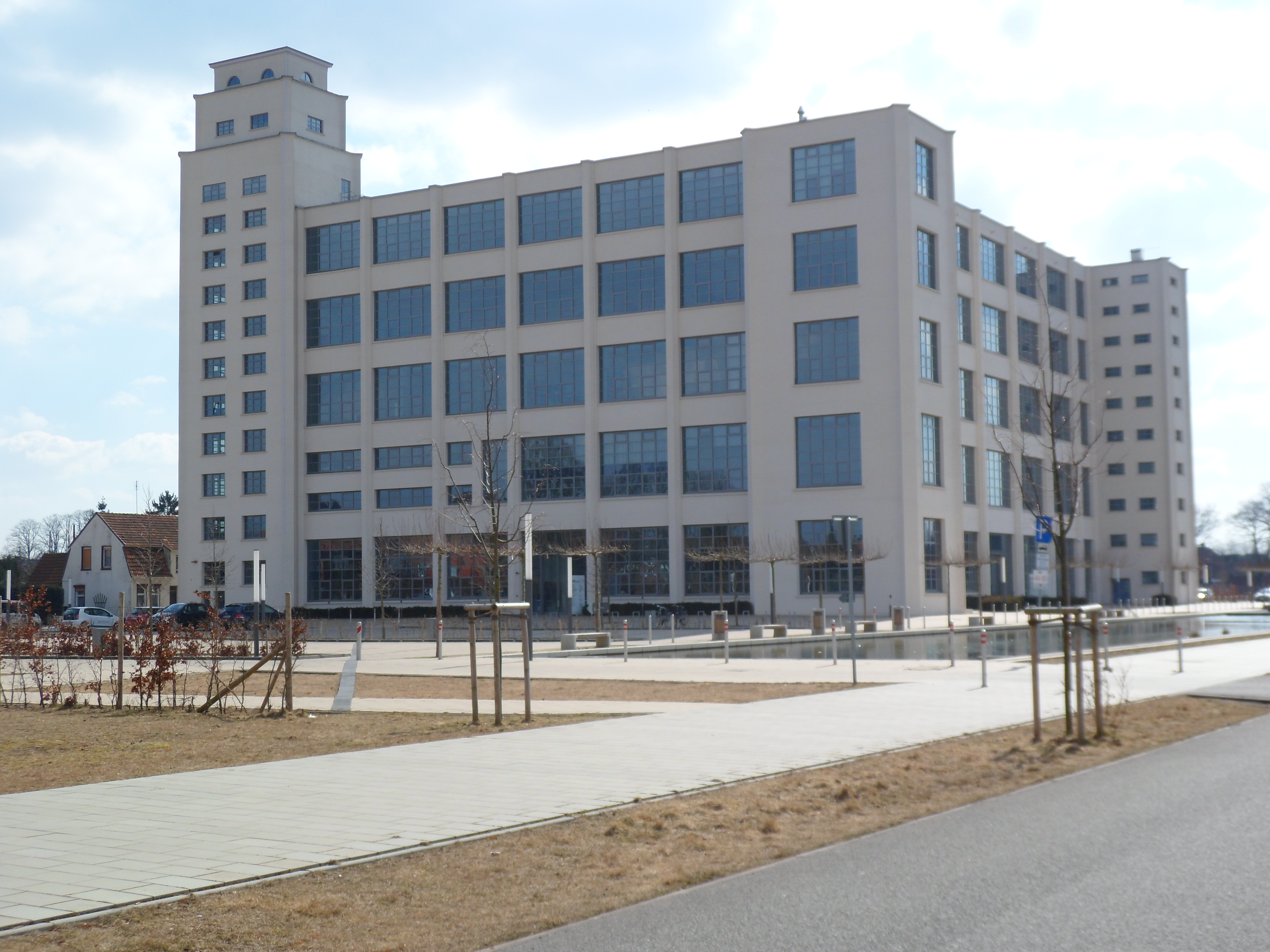
Der Spinnereihochbau nach Sanierung und Neubezug (2013)

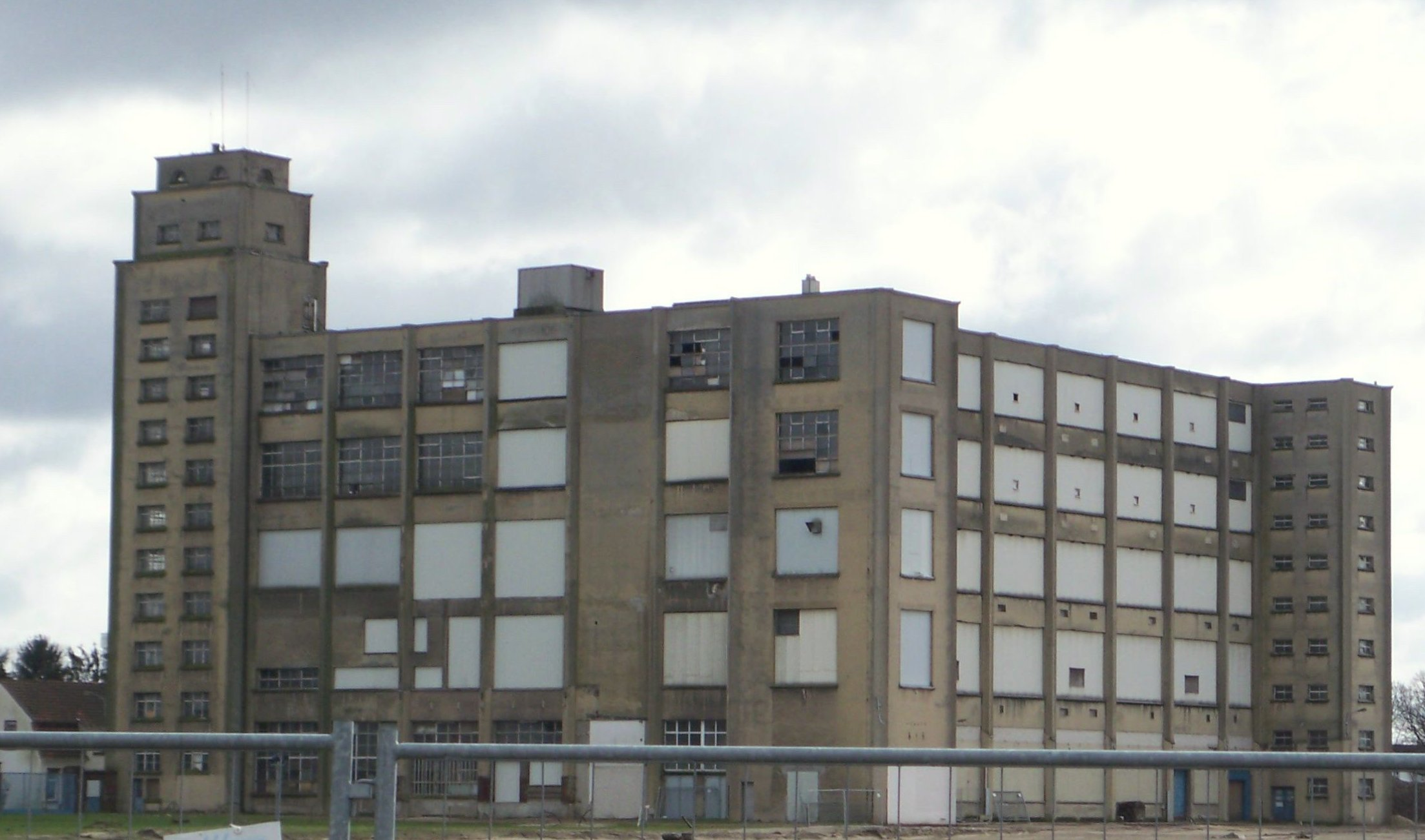
Spinnereihochbau kurz vor seinem Umbau (2007)

Der Spinnereihochbau, auch NINO-Hochbau, ist das größte Einzelgebäude der Stadt Nordhorn.

## Beschreibung
Der Spinnereihochbau wurde in der textilen Blütezeit Nordhorns von dem Stuttgarter Industriearchitekten Philipp Jakob Manz entworfen und 1928/29 für die Firma Niehues & Dütting errichtet, die später als NINO bekannt wurde. Zusammen mit dem kurz zuvor ebenfalls von Manz errichteten Spinnereihochbau der Konkurrenzfirma Ludwig Povel & Co. prägten diese mitten in der Stadt gelegenen monumentalen Industriebauten jahrzehntelang die Nordhorner Stadtlandschaft.
Nach der Stuttgarter Architekturhistorikerin Kerstin Renz handelte es sich bei beiden Hochbauten um „Juwele der Industrie-Architektur“ und „letzte Vertreter ihres Bautyps und im europäischen Vergleich eine absolute Ausnahmeerscheinung“., die mit ihren kubischen Baukörpern und Flachdächern, großen Fensterbändern und schlanken Vorlagen an ambitionierte Hochhausprojekte der 1920er-Jahre erinnern.
Nach dem Niedergang der Textilindustrie konnte der NINO-Hochbau nach langen Jahren des Leerstands durch ein Sanierungs- und Nutzungskonzept des ehemaligen Fabrikgeländes zunächst erhalten und später unter Federführung der Projektinitiatoren Jan Lucas Veddeler und Heinrich Lindschulte als „Kompetenzzentrum Wirtschaft“ einer neuen Verwendung zugeführt werden, während der Povel-Bau im Frühjahr 2010 trotz eingehender Proteste abgerissen wurde. Von 2008 bis 2010 wurde der NINO-Hochbau unter weitgehender Erhaltung seines äußeren Erscheinungsbildes revitalisiert und nach den Plänen der Münsteraner Architektengemeinschaft Kresing & Lindschulte in ein Bürogebäude mit zahlreichen Mieteinheiten unterschiedlichster Größe sowie Stadtmuseum und Tagungscenter umgebaut.
Das Bauwerk steht unter Denkmalschutz und bildet den Mittelpunkt des NINO-Wirtschaftsparks. Seine heutige Anschrift ist Nino-Allee 11.

## Baugeschichte
Nachdem die Spinnerei Povel 1927/28 ihren monumentalen Spinnereihochbau errichten ließ, beauftragte die jüngere Konkurrenzfirma Niehues & Dütting im darauf folgenden Jahr ebenfalls den renommierten Architekten Manz mit der Errichtung eines größeren Bauwerks als das des Konkurrenten. Manz hatte schon seit 1907 für Niehues & Dütting eine Reihe von Bauvorhaben verwirklicht, wie unter anderem ein Kessel- und Maschinenhaus für das Fabrik-Kraftwerk, mehrere Arbeiterwohnhäuser oder das erste Verwaltungsgebäude mit Ballenlager sowie das diesem gegenüber liegende Rohgewebelager.
Der Spinnerei-Hochbau von Niehues & Dütting wurde als neuer Mittelpunkt eines gleichzeitig erneuerten und stark erweiterten Fabrikkomplexes um die Nordhorner Prollstraße herum konzipiert.

### Entwürfe
In einem ersten Entwurf von 1924 hatte Manz für die Spinnerei ein schlichtes, neoklassizistischen Erscheinungsbild und eine Fassade unter Mansard-Walmdächern, ähnlich dem Rohgewebelager und dem Verwaltungsgebäude vorgesehen, der jedoch nicht verwirklicht wurde. 1926 stellte er einen zweiten, gänzlich anderen Entwurf vor: Ein riesiges Flachdachgebäude mit großzügigen Fensterflächen, in funktionaler Beton-Skelettkonstruktion im Stil des „Neuen Bauens“, fast 110 Meter lang und mehr als 55 Meter breit.
Nachdem der örtliche Textilkonkurrent Povel, ebenfalls bei Manz, für seine Spinnerei einen monumentalen Hochbau in Auftrag gegeben hatte, präsentierte Manz im Februar 1928 auf Wunsch von Niehues & Dütting mit seinem dritten Bauentwurf einen ähnlichen Vorschlag, der schließlich realisiert wurde. Er sah einen 30 Meter hohen, knapp 50 mal 42 Meter großen Baukörper vor, der an seiner Nordostecke über ein turmartig ausgestaltetes mehr als 40 Meter hohes Treppenhaus verfügt. Ansonsten war das Gebäude so konzipiert, dass es bei Bedarf abschnittsweise nach Süden erweitert werden konnte.

### Konkurrenzgebäude
Philipp Jakob Manz baute diese vom US-amerikanischen Hochhausbau der Goldenen Zwanziger inspirierten neuen Spinnereien beinahe in Serie. Schon bei dem nur wenige hundert Meter entfernten und im Jahr zuvor entstandenen Spinnereineubau der Ludwig Povel & Co. war er demselben Bauprinzip gefolgt. So entstanden für Niehues & Dütting und den Konkurrenten Povel fast zeitgleich und nach gleichem Konzept zwei sehr ähnliche Bauten.
Allerdings sorgte Bernhard Niehues dafür, dass sein Hochbau den des Konkurrenten Povel übertrumpfte: Zwar verfügt der Povel-Bau ebenfalls über einen Keller und fünf Vollgeschosse, seine Grundfläche von 50 mal 36 Metern aber ist kleiner. Er konnte daher bei einer Nutzfläche von rund 12.000 m² nur 40.000 Spindeln aufnehmen. Auf ausdrücklichen Wunsch von Bernhard Niehues wurde auch der Treppenhaus- und Wasserturm höher als beim Povel-Zwilling, und statt einer einfachen Klinkerfassade ließ Niehues seinen Spinnereihochbau mit fast weißen Putzflächenfassade und anspruchsvollen Details gestalten.
Schließlich fehlen am Konkurrenzbau an den Ecken der Türme die diagonal angeordneten Vorlagen. Die Fensterpfeiler treten weniger stark als am Gebäude von Niehues & Dütting hervor und schließen mit den Kranzgesimsen in einer Ebene ab. Damit ist die Fassade des Spinnerei-Hochbaus von Povel mit ihrer schlichten Gestaltung als funktionalistische Industriearchitektur einzuordnen, während die Fassade des Spinnerei-Hochbaus von Niehues & Dütting mit ihren weit vortretenden Stützen im Bereich der Spinnereisäle und den Vorlagen an den Turmecken expressionistische Elemente aufweist.
Weitere Gebäude errichtete er unter anderem 1925 in Rheine für Hermann Kümpers & Söhne und 1928 im westfälischen Greven für das Textilunternehmen J. Schründer Söhne, die eine ähnliche Baukörperbildung wie die Nordhorner Bauten aufweisen, allerdings nur drei beziehungsweise vier Etagen und eine deutlich kleinere Nutzfläche aufweisen.

### Gebäude
Zwei Monate nach der Präsentation des dritten Bauentwurfs wurde der Grundstein für den Neubau gelegt. In knapp einjähriger Bauzeit entstand ein voll unterkellerter, fünfgeschossiger Putzbau. Die einzelnen Etagen umfassten eine Fläche von jeweils 2.000 Quadratmetern. Die übergroßen Öffnungen im schmalen Betonraster mit ihren ausladenden Glasfronten sollten möglichst helle und von Licht durchflutete Arbeitsräume schaffen.
Das Untergeschoss wurde als Staubkeller und Garnlager genutzt, im Erdgeschoss befanden sich unter anderem ein Baumwolllager und ein Batteur; die Obergeschosse beinhalteten die Spinnereisäle. Der Eckturm im Nordwesten diente als Staubturm; in den beiden anderen Ecktürmen befanden sich Sanitärräume und die Treppenhäuser. Von diesen beiden Ecktürmen überragt der nordöstliche den Hauptbaukörper, da in seiner Turmspitze ein Wassertank untergebracht ist.
Der Neubau mit seinen fünf fußballfeldgroßen Maschinensälen und einer Gesamtnutzfläche von rund 13.000 m² war für Spinnmaschinen mit zusammen 50.000 Spindeln ausgelegt. Im Frühjahr 1929 wurde die Produktion aufgenommen und leitete damit den bis 1929 abgeschlossenen Firmenaufbau als dreistufiges Textilunternehmen bestehend aus Spinnerei, Weberei und Veredlung ein. 1929 beschäftigte das Unternehmen 3200 Mitarbeiter an 3000 Webstühlen und 185.000 Spindeln, darunter zahlreiche Grenzgänger aus den Niederlanden. Eine weitere Blütezeit erlebte das Unternehmen in den 1950er und 1960er Jahren mit europaweiten Verkaufserfolgen eines wasserabweisenden und atmungsaktiven Mantelstoffs. In diese Zeit fällt der Bau einer neuen Weberei und eines zweiten Verwaltungsgebäudes.
Mit dem Bezug dieses Hochbaus wurde die Firma Niehues & Dütting nach eigener Aussage zur größten Baumwoll-Buntspinnerei Deutschlands.

### Niedergang
Umsatzrückgänge aufgrund der seit den 1980er Jahren spürbaren Globalisierungsauswirkungen und ein gescheitertes Sanierungskonzept führten 1994 zum Konkurs der NINO AG. Waren in der Hochphase der Textilindustrie bis zu 6.000 Mitarbeiter in dem Werk beschäftigt, musste 1996 die Produktion vollständig eingestellt und das Werk geschlossen werden.

### Umbau und Sanierung
Erst 2005, neun Jahre nach Werksschließung, fand sich im Umfeld der Initiatoren Jan Lucas Veddeler und Heinrich Lindschulte eine weit überwiegend in der Stadt Nordhorn und im Landkreis Grafschaft Bentheim ansässige Investorengruppe, die zusammen mit der Stadt Nordhorn einen Ideenwettbewerb auslobte, bei dem sich der Entwurf des Münsteraner Architekturbüros Rainer Kresing durchsetzte. Auf Grundlage dieser Pläne erfolgte mit einem Finanzaufwand von rund 29 Millionen Euro die Entkernung und Umgestaltung des Gebäudes zu einem „Kompetenzzentrum Wirtschaft“ als Mittelpunkt des NINO-Wirtschaftsparks.
Der Spinnereihochbau blieb in seiner äußeren Struktur weitgehend unverändert. Im Inneren wurde die Fläche jedoch um ca. ein Drittel verringert und mittels einer über alle fünf Geschosse gehenden, überdachten gläsernen Innenhofgalerie attraktiv belichtet.
Der Hochbau bietet insgesamt mehr als 10.000 m² Nutzfläche, die sich auf rund 7.500 m² für Büros und einen Kongresssaal, 600 m² Seminar-/Besprechungsräume und 1400 m² für eine federführend vom Nordhorner Stadtmuseums bestückte Museumsgalerie sowie einen Gastronomiebereich aufteilen. Der NINO-Hochbau ist bis heute das größte Einzelgebäude Nordhorns. Das Kompetenzzentrum wurde 2010 eröffnet.